# Dumitru Cocorăscu
Dumitru I. Cocorăscu ortografiat și Dimitrie (n. 20 februarie 1861 - d. ?) a fost unul dintre generalii Armatei României din Primul Război Mondial. 
A îndeplinit funcții de comandant de brigadă și comandant de divizie în campania anului 1916.

## Cariera militară
După absolvirea școlii militare de ofițeri cu gradul de sublocotenent, Dumitru Cocorăscu  a ocupat diferite poziții în cadrul unităților de infanterie sau în eșaloanele superioare ale armatei, cele mai importante fiind cea de comandant al Regimentului 40 Infanterie și de sef al Secției 1 din Statul Major General.
La mobilizarea armatei  de la începutul Primului Război Mondial a fost rechemat în activitate, îndeplinind funcțiile de comandant al Brigăzii 21 Infanterie, în perioada 14/27 august - 6/19 septembrie 1916 și comandant al Diviziei 11 Infanterie, în perioada 6/19 septembrie - 25 noiembrie/8 decembrie 1916, distingându-se în cursul Bătăliei de pe Valea Jiului din anul 1916, în urma căreia este avansat la gradul de general de brigadă.
În urma Bătăliei pentru București este acuzat de neexecutare de ordin, luându-i-se comanda diviziei la 25 noiembrie/8 decembrie 1916. Ulterior a fost achitat de acuzație, fiind trecut definitiv în rezervă, în ianuarie 1917.

## Lucrări
- Manual de teorii cuprinzend cunoscințele trebuincioase și cerute soldatului de infanterie de Cocorescu Dimitrie, Locotenent în al 2-lea Batalion de Venători. Bucuresci (Tipo-Lit. Eduard Wiegand Succesorul firmei Stefan Mihalescu), 1887
- Manualul Enciclopedic Militar coprindend: tóte cunoscințele trebuincióse oficerilor de: infanterie, cavalerie, intendență și administrație în diferite împrejurări ca: inspecțiuni generale; examene de admitere în Șcóla de Resboiu; examene de adjunct cl. II, examene de maior, etc., de Maiorul Cocorescu. Partea I. Text. Târgoviște (Tip. și leg. de cărți Viitorul, Elie Angelescu), 1898
- Manualul soldatului, elevului de caporal și elevului de sergent din arma infanteriei, [de] D. I. Cocorescu, Colonel în rezervă. Târgu-Jiu, Edit. Tip. N. D. Miloșescu, 1916
- Proect de statute pentru asigurarea vitelor, [de] D. I. Cocorăscu. București (Tip. Universala, Iancu Ionescu), 1910
- Studii elementare asupra artei resboiulul culese și aședate în conformitate cu prescripțiunile cerute la: examenele de maior; examenele de admitere în șcóla superioră de resboiu și inspecțiile generale de Maiorul Cocorescu. [Vol. I]: Introducere în arta resboiului. [Vol. II]. Mobilisarea. [Vol. III]. Strategia. Bucuresci (Tip. și Fonderia de Litere Thoma Basilescu), 1899
- Tactica de Maiorul Cocorescu. Fasc. III. Bucuresci (Tip. și Fonderia de Litere Thoma Basilescu), 1903

Traduceri:
- Vial, J. Curs de artă și istorie militară. Trad. de ~ ș.a. Ed. III. Vol. I-II. București, 1889-1890. [7]

## Decorații
- Ordinul „Steaua României”, în grad de ofițer (1907)
- Ordinul „Coroana României”, în grad de comandor (1897)[4]:p. 173